# Lujeni
Lujeni, întâlnit și sub formele Lujani sau Lujan (în ucraineană Лужани, transliterat Lujanî, în germană Luschany sau Luzan) este un oraș în raionul Cozmeni din regiunea Cernăuți (Ucraina). Are 4,744 locuitori, preponderent ucraineni (ruteni).
Orașul este situat la o altitudine de 179 metri, pe malul râului Prut, în partea de centru a raionului Cozmeni, la o distanță de 16 km de orașul Cernăuți.

## Istorie
Localitatea Lujeni a făcut parte încă de la înființare din regiunea istorică Bucovina a Principatului Moldovei. În vechime, acest sat era străbătut de drumul care venea de la Sniatin din Polonia, trecea pe la străvechile sate Lujeni și Șipeniț și se termina la orașul Cernăuți care, până în secolul al XVIII-lea, era situat pe malul stâng al Prutului. Pe atunci, întreaga regiune era acoperită de păduri, care au fost ulterior tăiate, zona semănând astăzi cu o stepă. Drumul mai sus-amintit era folosit frecvent de către armatele poloneze ori de câte ori acestea invadau Moldova.
În anul 1452, un boier numit Feodor Vitold a cumpărat moșia satului de la Coste Vranici, fiul lui Dragomir Vranici, unul din boierii de la curtea lui Alexandru cel Bun (1400-1432), înălțând aici o biserică cu hramul "Înălțarea Domnului" din Lujeni, un monument de arhitectură moldovenească.
În ianuarie 1775, ca urmare a atitudinii de neutralitate pe care a avut-o în timpul conflictului militar dintre Turcia și Rusia (1768-1774), Imperiul Habsburgic (Austria de astăzi) a primit o parte din teritoriul Moldovei, teritoriu cunoscut sub denumirea de Bucovina. După anexarea Bucovinei de către Imperiul Habsburgic în anul 1775, localitatea Lujeni (în germană Luzan) a făcut parte din Ducatul Bucovinei, guvernat de către austrieci, făcând parte din districtul Cozmeni (în germană Kotzmann).
În 1866 localitatea a fost conectată la Calea ferată Lemberg–Cernăuți a companiei Lemberg-Czernowitz-Jassy-Eisenbahn, apoi la 12 iulie 1898 compania Neue Bukowinaer Lokalbahn-Gesellschaft a pus în funcțiune Calea ferată Lujeni-Zalișcikî, care a avut aici stația finală și mergea spre nord. Dezvoltarea economică a localității a fost astfel puternic favorizată, în jurul gării fiind construite case și magazine noi, precum și o fabrică de zahăr. Existența ei a determinat orientarea unui număr mare de agricultori către cultivarea sfeclei de zahăr .

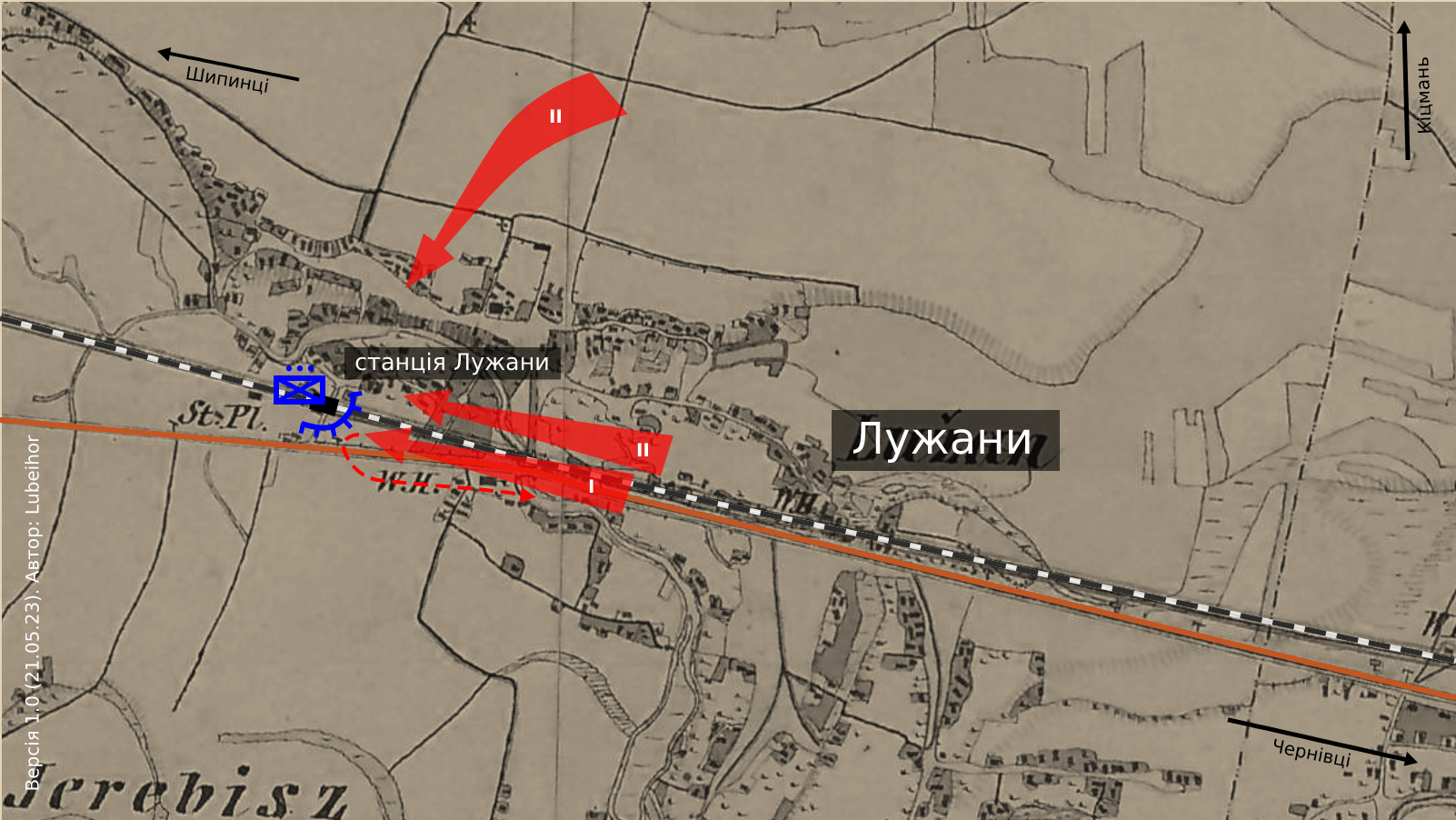
Bătălia de la Lujeni, 1918

Pe 13 noiembrie 1918, la Gara Lujeni, a avut loc o confruntare militară între trupele române, conduse de generalul Iacob Zadik, și de milițiile locale ucrainene, conduse de Vasil Kavulea și Omelian Kantemir.
După Unirea Bucovinei cu România la 28 noiembrie 1918, satul Lujeni a făcut parte din componența României, în Plasa Șipenițului a județului Cernăuți. Pe atunci, majoritatea populației era formată din ucraineni, existând și comunități de români și de evrei. În perioada interbelică, a funcționat aici un oficiu PTT, iar Casa Asigurarilor Sociale din Cernăuți dispunea de servicii medicale în comună .
Ca urmare a Pactului Ribbentrop-Molotov (1939), Bucovina de Nord a fost anexată de către URSS la 28 iunie 1940, reintrând în componența României în perioada 1941-1944. Apoi, Bucovina de Nord a fost reocupată de către URSS în anul 1944 și integrată în componența RSS Ucrainene. În anul 1968, a primit statutul de așezare urbană (orășel) .
Începând din anul 1991, orașul Lujeni face parte din raionul Cozmeni al regiunii Cernăuți din cadrul Ucrainei independente. Conform recensământului din 1989, numărul locuitorilor care s-au declarat români plus moldoveni era de 33 (14+19), reprezentând 0,68% din populație . În prezent, orașul are 4.744 locuitori, preponderent ucraineni.

## Demografie
Componența lingvistică a așezării de tip urban Lujeni
     Ucraineană (96,67%)
     Rusă (3,01%)
     Alte limbi (0,12%)
Conform recensământului din 2001, majoritatea populației așezării de tip urban Lujeni era vorbitoare de ucraineană (96,67%), existând în minoritate și vorbitori de rusă (3,01%).
1930: 3.592 (recensământ)
1989: 4.850 (recensământ)
2007: 4.744 (estimare)

### Recensământul din 1930
Componența etnică a comunei Lujeni (județul Cernăuți)
     Români (3,67%)
     Ruteni (74,8%)
     Evrei (10,41%)
     Polonezi (8,38%)
     Germani (2%)
     Altă etnie (0,74%)
Componența confesională a comunei Lujeni
     Ortodocși (76,58%)
     Romano-catolici (10,05%)
     Mozaici (10,6%)
     Greco-catolici (2%)
     Altă religie (0,77%)
Conform recensământului efectuat în 1930, populația comunei Lujeni se ridica la 3.592 locuitori. Majoritatea locuitorilor erau ruteni (74,80%), cu o minoritate de români (3,67%), una de evrei (10,41%), una de polonezi (8,38%) și una de germani (2,00%). Alte persoane s-au declarat: turci (1 persoană), sârbi\croați\sloveni (1 persoană), maghiari (2 persoane), cehi\slovaci (13 persoane) și ruși (8 persoane). Din punct de vedere confesional, majoritatea locuitorilor erau ortodocși (76,58%), dar existau și mozaici (10,60%), romano-catolici (10,05%) și greco-catolici (2,00%). Alte persoane au declarat: evanghelici\luterani (20 de persoane), adventiști (5 persoane), musulmani (1 persoană) și fără religie (1 persoană).

## Obiective turistice
- Biserica "Înălțarea Domnului" din Lujeni [7] - ctitorită în secolul al XV-lea (probabil după 1452) de către Feodor Vitold, care a cumpărat moșia satului de la Coste Vranici.

Biserica are trei turnuri mici de lemn. Acest monument istoric prezintă un interes particular, prin două caracteristici rare, ilustrate, pe de o parte, de o muchie în axul longitudinal al absidei, aspect ce a determinat plasarea spre nord-est a ferestrei altarului, iar pe de altă parte, prin bolta în semicilindru, întărită prin arcuri dublouri în naos, având scena nașterii la fața zidului, asemenea arcelor transversale din nava centrală a Bisericii "Sf. Nicolae" din Rădăuți.
Un interes deosebit prezintă și pictura care se mai păstrează în pronaos, pictură restaurată în ultimele decenii ale secolului al XX-lea. Această pictură reprezintă vechiul curent de pictură moldovenească, în care, ca și în arhitectură, miniatură și broderie, sunt destul de puternic conturate trăsăturile de tradiție bizantină. Fragmentele de pictură păstrate sunt de o mare sensibilitate plastică, existând aici primul ansamblu de picturi murale conservate din epoca premergătoare lui Ștefan cel Mare. Cercetătorul român I.D. Ștefănescu a emis ipoteza conform căreia imaginile Sfântului Gheorghe, a Sfântului Nicolae, a Sfinților Probus, Tarasios, Andronic, Bonifat și a Sfântului Nedelia au paralele stilistice în arta monumentală a bisericilor de la sud de Dunăre (Boiana, Kremkovtzi) și probează filiații strânse cu arta bulgară, sârbească și grecească a acelui secol .
- Parcul din Lujeni - care are arbori unicat [9]